# Trifolium ornithopodioides
Trifolium ornithopodioides és una planta herbàcia perenne i teròfita de la família de les fabàcies.

## Descripció
Es tracta d'una planta postrada, estesa, glabra, petita i anual, que pot arribar a una altura de 5 a 20 centímetres o més. Presenta un capítol elevat per tiges curtes, generalment amb 2 a 4 flors blanques o rosa pàl·lid. Les fulles són trifoliodes, i aquests des d'ovalats a cuneïformes, dentats, de pecíol curt. Les fulles tenen un llarg pecíol, més llarg que els dels capítols. Les flors mesuren de 6 a 8 mil·límetres, amb el pètal superior estretament oblong. El calze té les dents gairebé iguals, més llargs que el tub del calze. La beina és més llarga que el calze. Floreix a la primavera i l'estiu, des d'abril a juny.

## Distribució
La seua distribució és pluriregional, encara que principalment és eurosiberiana. Creix en pradells terofítics inundables.